# Władimir Żarkow
Władimir Aleksandrowicz Żarkow, ros. Владимир Александрович Жарков (ur. 10 stycznia 1988 w Pawłowskim Posadzie) – rosyjski hokeista, reprezentacja Rosji.

## Kariera
- CSKA 2 Moskwa (2004-2008)
- CSKA Moskwa (2006-2008)
- Lowell Devils (2008-2009)
- New Jersey Devils (2009-2011)
- Albany Devils (2010-2012)
- CSKA Moskwa (2012-2018)
- Saławat Jułajew Ufa (2018-2021)
- Awangard Omsk (2021-)

Wychowanek Kristałła Elektrostal. Zawodnik CSKA Moskwa od 2004 do 2008. Następnie wyjechał do Ameryki północnej i grał w ligach NHL i AHL. W lipcu 2012 został ponownie zawodnikiem CSKA podpisując dwuletni kontrakt. Od maja 2017 zawodnik Saławatu Jułajew Ufa. W maju 2019 przedłużył tam kontrakt o dwa lata. Od maja 2021 w klubie Awangard Omsk.
Uczestniczył w turnieju mistrzostw świata juniorów do lat 18 edycji 2006.

## Sukcesy
Klubowe
- Pierwsze miejsce w dywizji NHL: 2010 z New Jersey Devils
- Pierwsze w dywizji Tarasowa KHL: 2013 z CSKA Moskwa
- Puchar Kontynentu: 2015 z CSKA Moskwa
- Brązowy medal mistrzostw Rosji: 2015 z CSKA Moskwa